# Kuoresaari (ö i Norra Savolax, Nordöstra Savolax)
Kuoresaari är en ö i Finland. Den ligger i sjön Juurusvesi och Akonvesi och i kommunen Kuopio (tidigare Juankoski) i den ekonomiska regionen  Nordöstra Savolax ekonomiska region  och landskapet Norra Savolax, i den centrala delen av landet, 400 km nordost om huvudstaden Helsingfors. Öns area är 22,5 hektar och dess största längd är 0,8 kilometer i sydöst-nordvästlig riktning.